# Kamo Mototeru
Pour les articles homonymes, voir Kamo.
Kamo Mototeru (加茂 元照) est un horticulteur japonais né en 1930, créateur en février 1988 de la variété de bégonia kimjongilia, dédiée au dirigeant nord-coréen Kim Jong-il.

## Biographie
Dans une lettre qu'il a adressée à ce dernier datée du 13 février 1988, Kamo Mototeru écrit :
« Avec respect et considération, j'ose écrire à votre Excellence Monsieur Kim Jong-il. Désireux de vous féliciter pour vos 46 ans et aspirant à l'amitié entre le Japon et la Corée, je veux vous offrir des spécimens d'une variété de bégonia tubéreux que j'ai obtenue par sélection.
(...) C'est peut-être téméraire de ma part que de donner à ma modeste plante votre nom prestigieux mais je l'ai fait, en l'appelant kimjongilia, dans mon désir de vous souhaiter une bonne santé et mon espoir en un avenir radieux. J'espère que vous me ferez le très grand honneur d'accepter mon offre. » 

## Sources
- « La Corée du XXe siècle en 100 points », Éditions en langues étrangères, Pyongyang, octobre 2002, p. 135.